# Мут
Мут (егип. Mw.t — «мать») — древнеегипетская богиня неба, второй член фиванской триады (Амон-Мут-Хонсу), богиня-мать и покровительница материнства.

## Изображение
Мут изображалась в виде женщины в объединённой короне пшент и грифом — её иероглифом — на голове. Имея собственного сына Хонсу, Мут усыновила также Монту, включив его в состав фиванского пантеона, что подтверждало её статус как богини материнства.
К правлению Аменхотепа III музыкальный ритуальный инструмент-ожерелье менат стал ассоциироваться с культом богини Мут, а не Хатхор.

## Мифология и культ
Первоначально Мут считалась эпитетом вод Наунет, женской пары первоначального океана Нуна, в системе мифологических воззрений, связанных с гермопольской Огдоадой. Со временем Мут сама стала выступать в образе богини-творца.
В период возвышения Фив, ставшим столицей Египта Среднего царства, соответственно возросло и значение местного бога Амона, провозглашённого царём богов, поэтому место его жены Амаунет, бывшей всего лишь женским эквивалентом Амона, заняла более колоритная богиня Мут.
Мут считалась матерью, супругой и дочерью Амона, «матерью своего создателя и дочерью своего сына» — выражение божественной предвечности. Среди её имён также «богиня-мать», «царица богинь», «владычица (царица) неба», «матерь богов». Постоянный эпитет Мут — «владычица озера Ишру», по имени священного озера при её храме, выстроенном Аменхотепом III к северо-востоку от главного Карнакского храма и соединённом с ним аллеей сфинксов.
Во время ежегодного праздника Опет - ритуального бракосочетания Амона и Мут - барки с изображениями этих богов и их ребёнка Хонсу перевозились из Карнакского храма в Луксорский. Праздник приходился на второй месяц Ахета, сезона разлива Нила и отмечался с периода Нового царства.